# Casearia graveolens
Casearia graveolens Dalzell – gatunek rośliny z rodziny wierzbowatych (Salicaceae Mirb.). Występuje naturalnie w Indiach, Mjanmie, Kambodży, Laosie, Wietnamie oraz południowych Chinach (w prowincji Junnan). 

## Morfologia

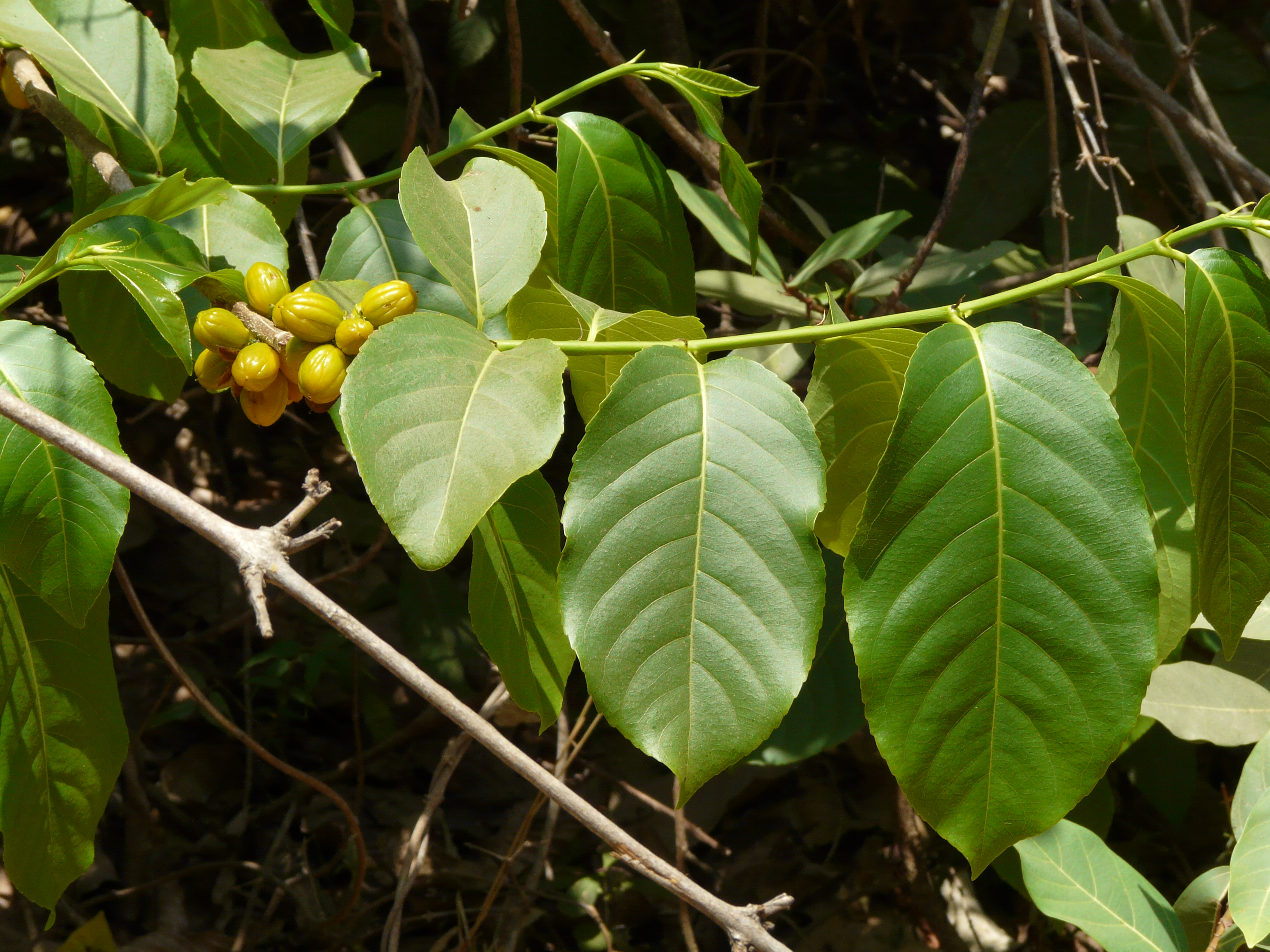
Liście gatunku

PokrójZrzucające liście drzewo lub krzew dorastające do 10–15 m wysokości.
LiścieBlaszka liściowa ma kształt od eliptycznego do podługowato-eliptycznego. Mierzy 6–9 cm długości oraz 3–6 cm szerokości, jest karbowana na brzegu, ma zaokrągloną nasadę i wierzchołek od tępego do spiczastego. Ogonek liściowy jest nagi i dorasta do 10–20 mm długości.
KwiatySą zebrane w kłębiki, rozwijają się w kątach pędów. Mają 5 działek kielicha o owalnym kształcie i dorastających do 4 mm długości. Kwiaty mają 8 pręcików.
OwoceMają elipsoidalny kształt.

## Biologia i ekologia
Rośnie w lasach, na wysokości od 500 do 1800 m n.p.m.